# Blatta furcata
Blatta furcata är en kackerlacksart som först beskrevs av Heinrich Hugo Karny 1908.  Blatta furcata ingår i släktet Blatta och familjen storkackerlackor. Inga underarter finns listade.